# Bobby Zamora
Robert Lester Zamora, detto Bobby (Londra, 16 gennaio 1981), è un ex calciatore inglese di origini trinidadiane, di ruolo attaccante.

## Biografia
Zamora ha frequentato la Little Ilford School, prima di trasferirsi nella Barking Abbey Secondary School. Da ragazzo giocava nel Senrab Football Club, squadra della zona orientale di Londra, con i giovani John Terry, Ledley King, Paul Konchesky e il connazionale Jlloyd Samuel. Da sempre tifoso del West Ham, ha cominciato la propria carriera da calciatore come apprendista nella "Academy of Football", il vivaio degli Hammers. In quello stesso anno fu svincolato dalla società, insieme a Jlloyd Samuel, Fitz Hall e Paul Konchesky, l'ultimo dei quali è poi ritornato agli Hammers.

## Carriera

### Club

#### Bristol Rovers
Zamora si unì in prova ai Bristol Rovers nell'agosto 1999, per un totale di sei presenze da subentrante nelle competizioni cui hanno preso parte i Rovers. All'inizio del 2000 giocò per un mese in prestito al Bath City, segnando 8 gol in sei partite.

#### Brighton & Hove Albion
Zamora si trasferì in prestito al Brighton a febbraio 2000, per il resto della stagione 1999-00. I 6 gol in sei gare convinsero i dirigenti del Brighton ad investire sul giocatore 100.000 £, per il trasferimento definitivo al club dell'East Sussex. Durante la parentesi al Brighton si affermò velocemente come cannoniere molto prolifico, guadagnandosi il posto nell'Under-21 e attirando l'attenzione di molti club delle categorie superiori. Segnò 83 volte nelle 136 apparizioni col club, prendendo per mano il Brighton in un biennio da favola, nel quale la squadra conquistò due promozioni di fila, arrivando in quella che adesso è la Championship. Esaltati dal loro bomber, i tifosi del Brighton avevano ri-modellato su Zamora un famoso successo di Dean Martin, That's amore:
Il riferimento è a due grandi goleador della stagione 1999-00, Alan Shearer del Newcastle e Andy Cole, centravanti del Manchester United.
Zamora lasciò il Brighton come il sesto miglior marcatore di sempre del club, e rimane tuttora uno dei migliori giocatori di tutta la storia del club.

#### Tottenham Hotspur
Dopo essere stato seguito con attenzione nelle due stagioni precedenti dal manager degli Spurs Glenn Hoddle, Zamora passò al Tottenham nel luglio 2003 per 1,5 milioni di sterline. Nonostante ciò, lottò duramente per avere un posto da titolare, facendo appena 18 presenze fra campionato e coppa, di cui 11 come subentrante, e segnando un solo gol, che estromesse il West Ham dalla Carling Cup nell'ottobre 2003.

#### West Ham

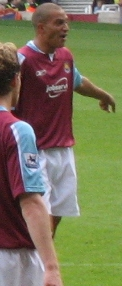
Zamora ai tempi del West Ham nel 2006

Nel gennaio 2004, Zamora approdò al West Ham in uno scambio che vide Jermain Defoe andare al Tottenham. Si fece subito far notare, segnando al debutto nella rimonta contro il Bradford City, e anche nel suo debutto casalingo, quando ha segnato il gol della vittoria contro il Cardiff City.
Nella stagione 2004-05, Zamora segnò 13 gol, compresi uno nell'andata e due nel ritorno della semifinale dei play-off di Championship contro l'Ipswich Town e il gol della successiva vittoria per 1-0 sul Preston North End nella finale dei play-off che consentì agli Hammers l'accesso in Premier.
Nella stagione 2005-06, giocò in campionato e coppa 42 volte e segnò 10 gol, permettendo al West Ham di raggiungere la metà superiore della classifica e la finale di FA Cup, nella quale però sbagliò un rigore contro il Liverpool. Il suo decisivo contributo alla stagione degli Hammers fu ricompensato da un nuovo contratto quadriennale nel gennaio 2006, che prolungò fino al 2011 nell'ottobre 2006, affermando:
Cominciò bene la stagione 2006-07, segnando 5 dei 6 gol del West Ham nelle prime quattro partite ma l'annata storta portò il West ham a lottare per la salvezza e lui a non segnare più fino al gennaio 2007. Nonostante tutto, terminò la stagione con 11 gol all'attivo, compresa una rete controversa contro il Blackburn Rovers, segnando un importantissimo gol all'Emirates Stadium nella vittoria contro l'Arsenal nell'aprile 2007, mostratasi poi fondamentale per l'inaspettata salvezza degli Hammers a fine stagione.
Nella stagione 2007-08 totalizzò appena 14 presenze a causa di una tendinite che, da agosto 2007, lo tenne lontano dai campi da gioco per 5 mesi, sebbene al rientro fosse riuscito al segnare nella vittoria per 2-1 degli Hammers contro il Derby County. Alla fine della stagione 2007-08, Zamora chiuse la propria esperienza ad Upton Park con 40 gol segnati in 152 presenze con la maglia del West Ham.

#### Fulham

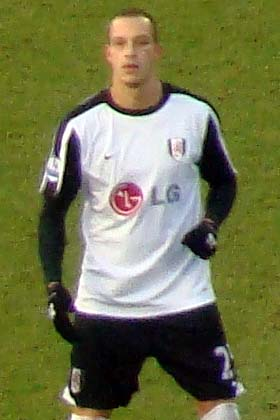
Zamora con la maglia del Fulham nel 2009.

Nel luglio 2008, Zamora e il compagno di squadra John Paintsil firmarono entrambi per il Fulham per un costo totale dell'operazione di 6,3 milioni di sterline.
Nella sua prima stagione con i Cottagers, Zamora ebbe alcune difficoltà ad andare in rete, segnando solo 2 volte, per quanto le sue prestazioni abbiano contribuito ai buoni risultati del club, giunto 7º e qualificatosi per l'Europa League. Tuttavia la sua difficoltà nel segnare gli procurò le critiche e le derisioni dei tifosi avversari che, riprendendo la vecchia cantilena dei tifosi del Brighton, cantavano: "When you're sat in row Z, and the ball hits your head, that's Zamora!" sulle note di "That's Amore". Il 15 luglio, il Fulham e l'Hull City si misero d'accordo per un trasferimento dell'attaccante ai Tigers in cambio di 5 milioni di sterline. Ma il giocatore rifiutò il trasferimento, per dimostrare le proprie capacità e zittire tutti coloro che lo criticavano.
Pochi giorni dopo, in un'amichevole contro il Peterbrough United segna 2 gol. Quattro giorni più tardi, al suo debutto nella prima edizione dell'Europa League, segna un gol e favorisce la realizzazione degli altri due nella vittoria esterna del Fulham per 3-0 sui lituani del Vėtra.
Comincia la sua seconda stagione ai Whites con un gol carambolesco al Portsmouth: un tiro del compagno di squadra Clint Dempsey lo colpisce sulla schiena, cambiando così traiettoria e beffando il portiere avversario David James.
Segna il suo secondo gol stagionale in campionato contro l'Hull City il 19 ottobre, colpendo di testa una respinta al 43º minuto; la partita finisce, poi, 2-0 per il Fulham.
Il 31 ottobre, Zamora segna il primo gol di Fulham-Liverpool, partita che poi finisce 3-1 per i Cottagers. Il gol contro il Sunderland lo porta a 4 reti in campionato, il doppio della stagione precedente.
In Europa League, Zamora segna due volte nel vittorioso 3-2 al St. Jakob-Park contro il Basilea nel ritorno della fase a gironi.
Il 19 dicembre segna di nuovo contro il Manchester United nella vittoria per 3-0 al Craven Cottage.
Il 5 gennaio si sloga la spalla nella sconfitta della sua squadra per 3-2 al Britannia Stadium contro lo Stoke City.
Zamora ritorna poi in tempo per i trentaduesimi di finale di Europa League che vedono il suo Fulham affrontare i campioni in carica dello Shakhtar Donetsk e vincere per 2-1. Zamora segna al 63' con un potente tiro dalla distanza che s'insacca sotto la traversa.
Continua a segnare con una punizione allo scadere contro il Birmingham City, nella vittoria del Fulham per 2-1.
Zamora è soprattutto protagonista del ritorno degli ottavi dei Europa League contro la Juventus: dopo la sconfitta per 3-1 all'Olimpico di Torino, risultato che sembra condannare gli inglesi, Zamora segna in apertura di gara (9') e poi causa l'espulsione del capitano juventino Fabio Cannavaro e il successivo rigore che porta al gol il suo compagno Gera. La partita, alla fine, si conclude 4-1, segnando il passaggio del turno dei Cottagers.
Il 1º aprile segna ancora nell'andata dei quarti di finale contro il Wolfsburg, per poi replicarsi al ritorno e portare la squadra in semifinale.
Contemporaneamente al 12º posto in campionato, in Europa il Fulham supera anche l'Amburgo e va in finale, dove affronta gli spagnoli dell'Atlético Madrid che vincono per 2-1 durante i tempi supplementari.

#### Queens Park Rangers
Il 31 gennaio 2012 Zamora passa dal Fulham al Queens Park Rangers firmando un contratto che lo legherà al club londinese fino a giugno 2014
Debutta il 4 febbraio segnando il gol del vantaggio illusorio nella sconfitta per 1-2 contro il Wolverhampton. Dopo tre stagioni rescinde il proprio contratto il 27 maggio 2015.

#### Ritorno al Brighton
Il 4 agosto 2015 viene ingaggiato dal Brighton, squadra in cui aveva già militato tra il 2000 ed il 2003.

### Nazionale
Zamora fu chiamato per la prima volta in Nazionale in un'amichevole dell'Inghilterra Under-21 contro i parietà del Portogallo nell'aprile 2002. Fu anche convocato al Campionato Europeo di categoria dal commissario tecnico David Platt, che di lui diceva:
Zamora è stato convocato per 6 volte nell'Inghilterra Under-21.
Zamora fu poi notato dal c.t. di Trinidad e Tobago, Leo Beenhakker, che parlò anche con Alan Pardew allora manager del West Ham, la squadra di Zamora. Nonostante queste voci d'interessamento, Zamora negò ogni possibilità di partecipare alla Coppa del Mondo 2006 nelle file di Trinidad e Tobago, annunciando, nell'agosto 2005:
Il 7 agosto 2009, Zamora e il difensore dei Bolton Wanderers Jlloyd Samuel, già suo compagno ai tempi dell'apprendistato alla "Academy of Football", ottennero il passaporto trinidadiano, ed annunciarono che avrebbero giocato per i Soca Warriors dalla partita di qualificazione per i Mondiali contro El Salvador del 12 agosto. A causa di un infortunio subito durante l'allenamento, Zamora non poté prendere parte al match. Il suo stato di forma nella stagione 2009-10 ha sollevato da varie parti la richiesta al c.t. inglese Fabio Capello di convocare Zamora nelle file dell'Inghilterra per i Mondiali in Sudafrica. Ci sono anche state voci che avrebbero voluto il c.t. a Craven Cottage per assistere alle prestazioni dell'anglo-trinidadiano. Ma, a causa di un infortunio al tendine d'Achille, non è stato inserito nel "listone" di 30 pre-convocati per il Sudafrica, annunciato l'11 maggio 2010.
Il 7 agosto 2010 fu convocato per l'amichevole che si sarebbe svolta l'11 agosto contro l'Ungheria. L'11 agosto ottenne così la sua prima presenza in nazionale, scendendo in campo come sostituto allo stadio Wembley nella partita poi vinta 2-1 contro i màgiari.

## Statistiche

### Presenze e reti nei club
Statistiche aggiornate all'8 marzo 2016.
| Stagione               | Squadra                | Campionato             | Campionato | Campionato | Coppe nazionali | Coppe nazionali | Coppe nazionali | Coppe continentali | Coppe continentali | Coppe continentali | Altre coppe | Altre coppe | Altre coppe | Totale | Totale |
| Stagione               | Squadra                | Comp                   | Pres       | Reti       | Comp            | Pres            | Reti            | Comp               | Pres               | Reti               | Cpmp        | Pres        | Reti        | Pres   | Reti   |
| ---------------------- | ---------------------- | ---------------------- | ---------- | ---------- | --------------- | --------------- | --------------- | ------------------ | ------------------ | ------------------ | ----------- | ----------- | ----------- | ------ | ------ |
| 1999-gen. 2000         | Bristol Rovers         | SD                     | 4          | 0          | FACup+CdL       | 1+1             | 0               | -                  | -                  | -                  | -           | -           | -           | 6      | 0      |
| gen.-feb. 2000         | Bath City              | FCS                    | 5          | 7          | FACup+CdL       | -               | -               | -                  | -                  | -                  | -           | -           | -           | 5      | 7      |
| feb.-giu. 2000         | Brighton & Hove        | TD                     | 6          | 6          | FACup+CdL       | -               | -               | -                  | -                  | -                  | -           | -           | -           | 6      | 6      |
| 2000-2001              | Brighton & Hove        | TD                     | 43         | 28         | FACup+CdL       | 2+2             | 2+0             | -                  | -                  | -                  | FLT         | 1           | 1           | 48     | 31     |
| 2001-2002              | Brighton & Hove        | SD                     | 41         | 28         | FACup+CdL       | 3+2             | 2+2             | -                  | -                  | -                  | -           | -           | -           | 46     | 32     |
| 2002-2003              | Brighton & Hove        | FD                     | 35         | 14         | FACup+CdL       | 1+0             | 0               | -                  | -                  | -                  | -           | -           | -           | 36     | 14     |
| 2003-gen. 2004         | Tottenham              | PL                     | 16         | 0          | FACup+CdL       | 1+1             | 0+1             | -                  | -                  | -                  | -           | -           | -           | 18     | 1      |
| gen.-giu. 2004         | West Ham United        | FD                     | 17+3       | 5          | FACup+CdL       | 0               | 0               | -                  | -                  | -                  | -           | -           | -           | 20     | 5      |
| 2004-2005              | West Ham United        | FLC                    | 34+3       | 7+4        | FACup+CdL       | 0+2             | 2               | -                  | -                  | -                  | -           | -           | -           | 39     | 13     |
| 2005-2006              | West Ham United        | PL                     | 34         | 6          | FACup+CdL       | 7+1             | 2+2             | -                  | -                  | -                  | -           | -           | -           | 42     | 10     |
| 2006-2007              | West Ham United        | PL                     | 32         | 11         | FACup+CdL       | 2+1             | 0               | CU                 | 2                  | 0                  | -           | -           | -           | 37     | 11     |
| 2007-2008              | West Ham United        | PL                     | 13         | 1          | FACup+CdL       | 0+1             | 0               | -                  | -                  | -                  | -           | -           | -           | 14     | 1      |
| Totale West Ham United | Totale West Ham United | Totale West Ham United | 130+6      | 30+4       |                 | 14              | 6               |                    | 2                  | 0                  |             | -           | -           | 152    | 40     |
| 2008-2009              | Fulham                 | PL                     | 35         | 2          | FACup+CdL       | 5+1             | 2+0             | -                  | -                  | -                  | -           | -           | -           | 41     | 4      |
| 2009-2010              | Fulham                 | PL                     | 27         | 8          | FACup+CdL       | 4+0             | 3               | UEL                | 17                 | 8                  | -           | -           | -           | 48     | 19     |
| 2010-2011              | Fulham                 | PL                     | 14         | 5          | FACup+CdL       | 2+1             | 0+2             | -                  | -                  | -                  | -           | -           | -           | 17     | 7      |
| 2011-gen. 2012         | Fulham                 | PL                     | 15         | 5          | FACup+CdL       | 2+1             | 0               | UEL                | 11                 | 2                  | -           | -           | -           | 29     | 7      |
| Totale Fulham          | Totale Fulham          | Totale Fulham          | 91         | 20         |                 | 16              | 7               |                    | 28                 | 10                 |             | -           | -           | 135    | 37     |
| gen.-giu. 2012         | QPR                    | PL                     | 14         | 2          | FACup+CdL       | -               | -               | -                  | -                  | -                  | -           | -           | -           | 14     | 2      |
| 2012-2013              | QPR                    | PL                     | 21         | 4          | FACup+CdL       | 2+1             | 1+0             | -                  | -                  | -                  | -           | -           | -           | 24     | 5      |
| 2013-2014              | QPR                    | FLC                    | 17+2       | 3+1        | FACup+CdL       | 0+2             | 0               | -                  | -                  | -                  | -           | -           | -           | 21     | 4      |
| 2014-2015              | QPR                    | PL                     | 31         | 3          | FACup+CdL       | 1+1             | 0               | -                  | -                  | -                  | -           | -           | -           | 33     | 3      |
| Totale QPR             | Totale QPR             | Totale QPR             | 83+2       | 12+1       |                 | 7               | 1               |                    | -                  | -                  |             | -           | -           | 92     | 14     |
| 2015-2016              | Brighton & Hove        | FLC                    | 26         | 7          | FACup+CdL       | 0+0             | 0               | -                  | -                  | -                  | -           | -           | -           | 26     | 7      |
| Totale Brighton & Hove | Totale Brighton & Hove | Totale Brighton & Hove | 151        | 83         |                 | 10              | 6               |                    | -                  | -                  |             | 1           | 1           | 162    | 90     |
| Totale carriera        | Totale carriera        | Totale carriera        | 480+8      | 152+5      |                 | 51              | 21              |                    | 30                 | 10                 |             | 1           | 1           | 570    | 189    |

### Cronologia presenze e reti in nazionale
| Cronologia completa delle presenze e delle reti in nazionale ― Inghilterra | Cronologia completa delle presenze e delle reti in nazionale ― Inghilterra | Cronologia completa delle presenze e delle reti in nazionale ― Inghilterra | Cronologia completa delle presenze e delle reti in nazionale ― Inghilterra | Cronologia completa delle presenze e delle reti in nazionale ― Inghilterra | Cronologia completa delle presenze e delle reti in nazionale ― Inghilterra | Cronologia completa delle presenze e delle reti in nazionale ― Inghilterra | Cronologia completa delle presenze e delle reti in nazionale ― Inghilterra |
| Data                                                                       | Città                                                                      | In casa                                                                    | Risultato                                                                  | Ospiti                                                                     | Competizione                                                               | Reti                                                                       | Note                                                                       |
| -------------------------------------------------------------------------- | -------------------------------------------------------------------------- | -------------------------------------------------------------------------- | -------------------------------------------------------------------------- | -------------------------------------------------------------------------- | -------------------------------------------------------------------------- | -------------------------------------------------------------------------- | -------------------------------------------------------------------------- |
| 11-8-2010                                                                  | Londra                                                                     | Inghilterra                                                                | 2 – 1                                                                      | Ungheria                                                                   | Amichevole                                                                 | -                                                                          | 46’                                                                        |
| 15-11-2011                                                                 | Londra                                                                     | Inghilterra                                                                | 1 – 0                                                                      | Svezia                                                                     | Amichevole                                                                 | -                                                                          | 70’                                                                        |
| Totale                                                                     |                                                                            | Presenze                                                                   | 2                                                                          |                                                                            | Reti                                                                       | 0                                                                          |                                                                            |

## Palmarès

### Club

#### Competizioni nazionali
- Campionato inglese di quarta divisione: 1

Brighton & Hove Albion: 2000–2001
- Second Division: 1

Brighton & Hove Albion: 2001-2002

### Individuali
- Capocannoniere della Football League Division 3 (attuale Third Division): 1

2000-2001 (28 reti)
- Squadra dell'anno della PFA: 1

2000-2001 (Division Three), 2001-2002 (Division Two)
- Capocannoniere della Football League Division 2 (attuale Second Division): 1

2001-2002 (28 reti)

## Sponsorizzazioni
Zamora è sponsorizzato dalla statunitense Under Armour dal 2006. L'azienda a stelle e strisce gli fornisce le scarpe, e Zamora è testimonial delle "Dominate Boots".